# Monique Ohsan Bellepeau

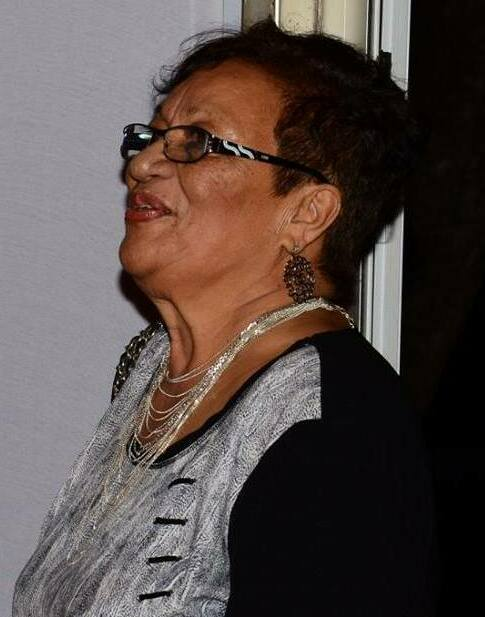
Monique Ohsan Bellepeau

Monique Agnès Ohsan Bellepeau (Geburtsname: Monique Agnès Ohsan; * 1942 in Mauritius) ist eine Politikerin aus Mauritius, die von 2010 bis 2016 Vizepräsident sowie 2012 und 2015 kommissarische Staatspräsidentin der Republik Mauritius war.

## Leben
Monique Ohsan, deren Vater Bartholomée Ohsan Mitgründer der Arbeiterpartei (Labour Party/Parti Travailliste) war, absolvierte ihre schulische Ausbildung am Loreto Convent in Quatre Bornes. Sie war zwischen 1965 und 1967 als Journalistin und Moderatorin bei der Mauritius Broadcasting Corporation (MBC) sowie von 1972 bis 1973 bei der Handelskammer von Mauritius, ehe sie von 1978 bis 1985 Mitarbeiterin des Ministeriums für Auswärtiges und Einwanderung von Australien war. Nach ihrer Rückkehr arbeitete sie zwischen 1987 und 1993 erneut als Moderator für den Fernsehsender MBC. 1990 trat sie selbst der Arbeiterpartei bei und wurde für diese 1995 zum Mitglied der Nationalversammlung gewählt und fungierte zwischen 1995 und 2000 als Juniorministerin für städtische und ländliche Entwicklung in der Regierung von Premierminister Navin Ramgoolam. Für ihre Verdienste wurde sie 1997 Großoffizierin des Order of the Star and Key of the Indian Ocean (GOSK). Sie war danach zwischen 2002 und 2010 Geschäftsführerin eines Unternehmens sowie von 2007 bis 2010 Präsidentin der Arbeiterpartei.
Am 11. November 2010 wurde Monique Ohsan Bellepeau von der Nationalversammlung als Nachfolgerin von Angidi Chettiar zur Vizepräsidentin gewählt und am 13. November 2010 vereidigt. Nach dem Rücktritt von Anerood Jugnauth am 30. März 2012 bekleidete sie kraft Amtes vom 31. März bis zum Amtsantritt von Kailash Purryag 21. Juli 2012 erstmals das Amt als kommissarische Staatspräsidentin der Republik Mauritius. Nachdem auch Purryag am 29. Mai 2015 zurückgetreten war, bekleidete sie zwischen dem 29. Mai und dem Amtsantritt von Ameenah Gurib am 5. Juni 2015 abermals kommissarisch das Amt der kommissarischen Staatspräsidentin. Das Amt der Vizepräsidentin bekleidete sie bis zum 29. März 2016 und wurde dann durch Barlen Vyapoory abgelöst.
Aus ihrer Ehe mit dem am 16. November 2010 verstorbenen Unternehmer Joseph Yves Bellepeau gingen zwei Söhne hervor.